# Religion d'Ougarit
Les fouilles du site de Ras Shamra en Syrie, correspondant à l'antique Ougarit, ont livré de nombreuses sources sur la religion pratiquée dans cette cité et son royaume aux XIVe et XIIIe siècles av. J.-C. Cette religion a notamment pour intérêt de lever le voile sur le fonds religieux dit cananéen, partagé par les peuples ouest-sémitiques de l'âge du bronze récent, y compris ceux qui deviendront plus tard les Phéniciens, et les Hébreux.

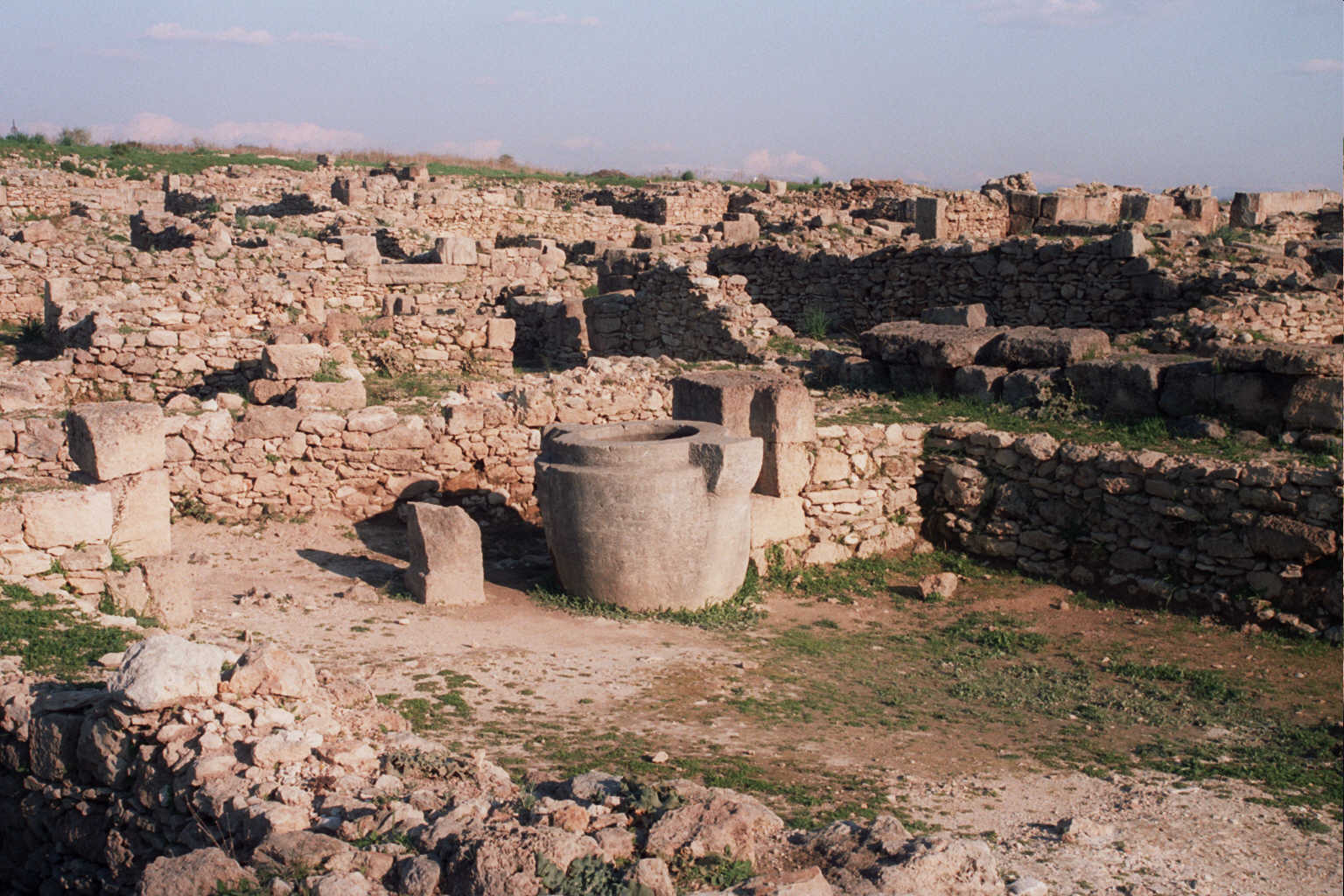
Ruines du site de Ras Shamra, l'ancienne ville d'Ougarit.

## Les sources

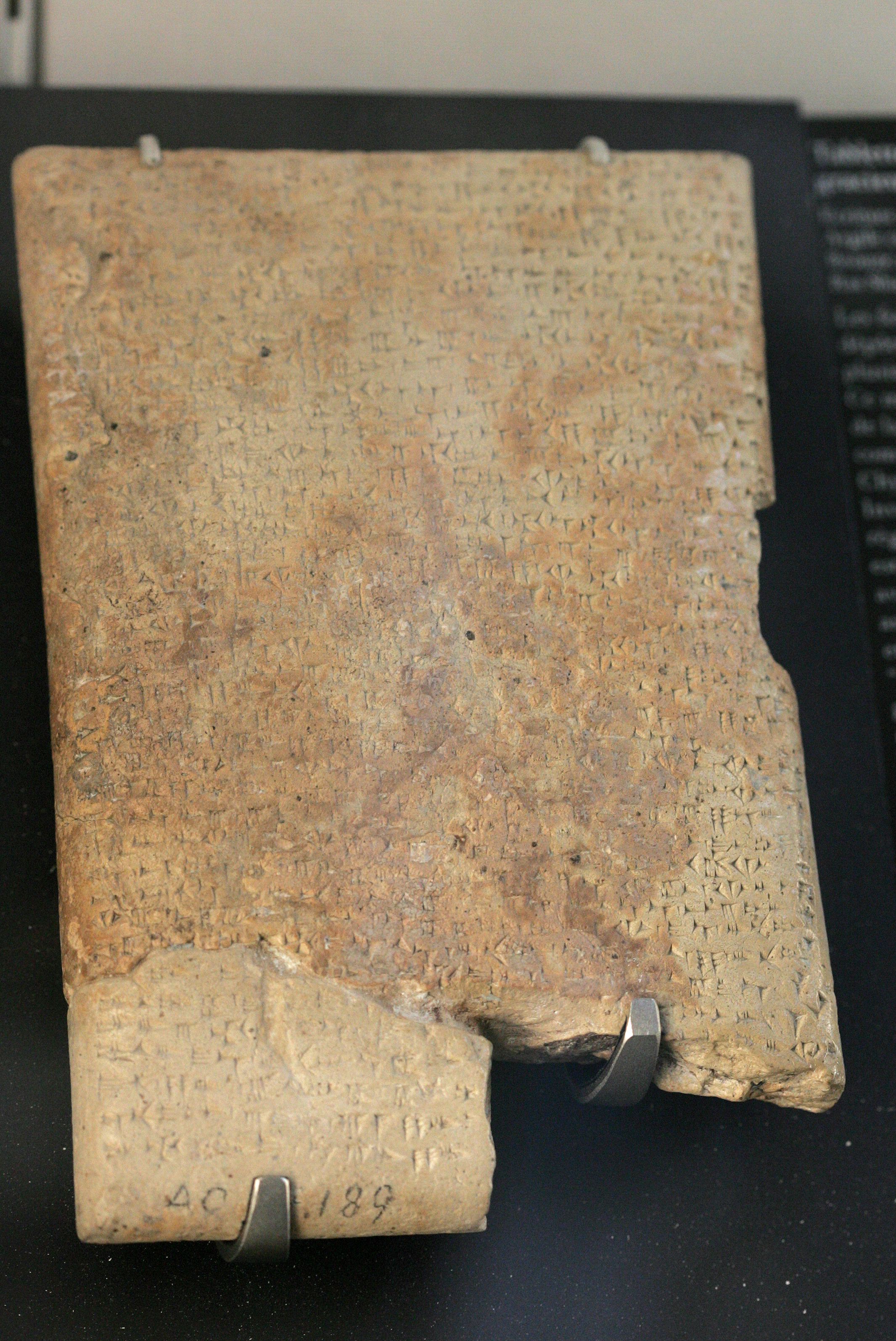
Tablette d'un texte mythologique ougaritique racontant le mariage d'El et la naissance de sa descendance divine (XIVe-XIIIe s. av. J.C., Musée du Louvre).

Notre connaissance de la religion ougaritique repose avant tout sur des textes, retrouvés sur le tell de Ras Shamra. Ceux concernant les traditions propres à ce royaume ont été écrits dans la langue et l'alphabet locaux. On a retrouvé une vingtaine de textes mythologiques et épiques. Le Cycle de Baal est le plus important de ces récits. Il est composé de plusieurs épisodes retraçant comment Baal devient le roi des dieux : son combat contre Yam, la Mer, puis l'érection de son grand temple, et enfin son combat contre Mot, la Mort. D'autres textes mythologiques ougaritiques sont la naissance de Shahar-wa-Shalim, le mariage de Nikkal, voire les récits d'Aqhat, de Danel (voir la Légende de Danel et d'Aqhat) ou de Kéret/Kirta, ainsi que des textes « para-mythologiques ». D'autres tablettes relatent les différents actes de culte accomplis au quotidien, avant tout liés au sacrifice aux dieux. On connaît également quelques tablettes d'incantations, et des prières. Des textes en akkadien traitent également de sujets religieux : divination, incantations, et mythes (notamment l'Épopée de Gilgamesh).
Les restes architecturaux retrouvés sur le tell de Ras Shamra comprennent des temples, ainsi que des tombes qui nous informent sur le culte. Ce même site a aussi livré des représentations artistiques des dieux, sur des statuettes, des stèles. Certains objets exhumés ont pu servir au culte, comme des instruments de musique.

## Contexte culturel
La religion d'Ougarit est couramment qualifiée de cananéenne. Elle présente en effet de nombreux points communs avec celle des habitants du pays de Canaan qui est attestée par des passages de la Bible hébraïque (dieux, mythes, pratiques religieuses). De même, elle offre des points de comparaison avec celle des Hébreux, ainsi que celle des Phéniciens qui sont les descendants des cultures du Levant littoral du bronze récent. De fait, la découverte des textes ougaritiques constitue un apport inestimable à la connaissance de la religion de tout le Levant antique, et en particulier aux études bibliques. Cela nous a permis, pour une époque donnée, d'avoir une bonne connaissance d'une religion d'un des petits royaumes côtiers du Proche-Orient antique, alors que la religion du reste de ces États est mal connue.
La religion d'Ougarit présente plus largement des points communs avec celles d'autres régions de Syrie de la même période, connues par les découvertes effectuées notamment à Qatna et Emar, voire Mari à la période précédente. À une échelle encore plus réduite, Ougarit reçoit les influences culturelles de nombreuses régions du Moyen-Orient : le monde hittite en Anatolie, les Hourrites de Syrie et d'Anatolie, ainsi que l'Égypte qui domine un temps le royaume. De même, en tant que région intégrée à la « culture cunéiforme », elle subit l'influence mésopotamienne. On a retrouvé des textes rédigés dans les écritures et les langues de ces divers peuples à Ougarit, avec notamment des textes religieux, ainsi que des emprunts à l'iconographie religieuse de certains de ces peuples. Mais la religion d'Ougarit est surtout connue par des textes écrits dans la langue locale, ce qui signifie qu'elle a un caractère local très affirmé.

## Les dieux

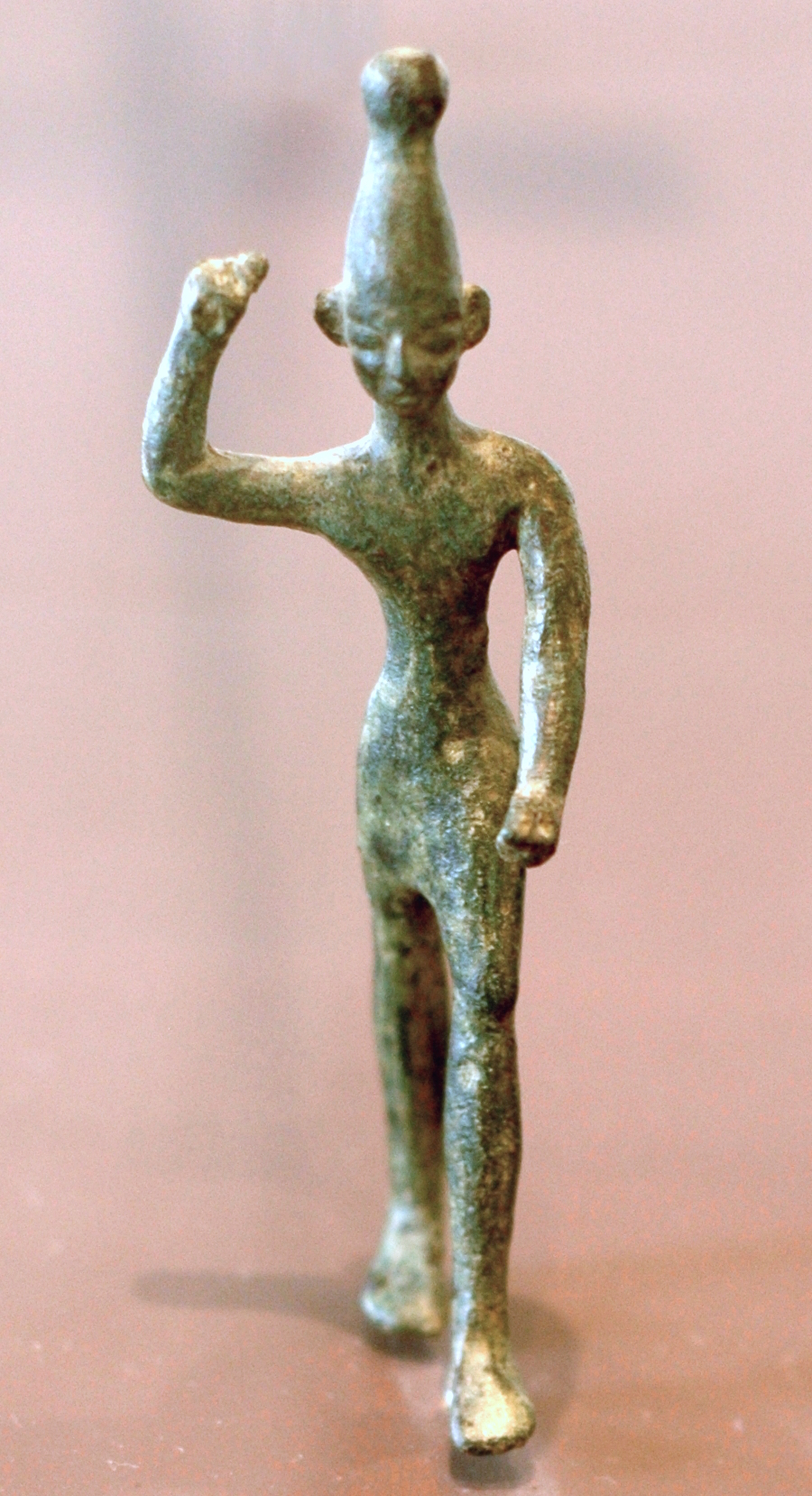
Baal au bras levé (tenant la foudre), statuette du XIVe siècle-XIIe siècle av. J.-C. trouvée à Ras Shamra, musée du Louvre

La religion ougaritique connaît de nombreux dieux que l'on peut retrouver dans d'autres royaumes du Levant et du Moyen-Orient contemporain. Ils constituent tous ensemble une véritable société divine, que l'on voit évoluer dans la mythologie. Le dieu qui occupe la position de souverain divin dans les textes religieux d'Ougarit est El (Ilu), dont le nom signifie littéralement « Dieu ». C'est le père des autres divinités ougaritéennes. Il est possible qu'il faille en fait voir sous ce nom une épithète du très ancien dieu Dagan, divinité agricole très vénérée par les peuples ouest-sémitiques depuis des temps reculés. Dans les textes mythologiques, El se fait supplanter par le dieu Baal, divinité de l'Orage. Son nom, signifiant « le Seigneur », est une épithète du grand dieu de l'Orage ouest-sémitique (Adad, Addu, Hadad, et le hourrite Teshub) traditionnellement le dieu principal des panthéons syro-anatoliens. Baal est aussi a rapprocher du Bēl akkadien. Les deux divinités féminines principales sont Athtart (Astarté), parèdre de Baal, déesse de l'amour, représentant la planète Vénus, correspondant à la déesse mésopotamienne Ishtar, et Anat, la sœur de Baal. Une autre déesse à occuper une position importante est Asherat, parèdre d'El. Parmi les divinités secondaires, on mentionnera Khotar/Khasis, dieu des artisans et de la magie, ou encore Shapash, déesse du soleil, ainsi que les deux adversaires de Baal dans les récits mythologiques, Yam, la Mer, et Mot, la mort.
Ces dieux sont les maîtres des hommes, qui doivent accomplir leur culte, lequel consiste à pourvoir leurs besoins quotidiens grâce aux sacrifices. Les textes mythologiques montrent que l'action des dieux peut être bonne ou mauvaise pour les hommes. Par leur piété, ces derniers peuvent espérer infléchir les décisions divines. Ce bon comportement devait s'accompagner d'une bonne conduite morale approuvée par les dieux, mais on n'en trouve pas d'expression claire dans les textes. La prière, la divination ou encore certains rituels pouvaient permettre aux humains d'espérer comprendre les actions divines et de les faire pencher en leur faveur.

## Acteurs du culte

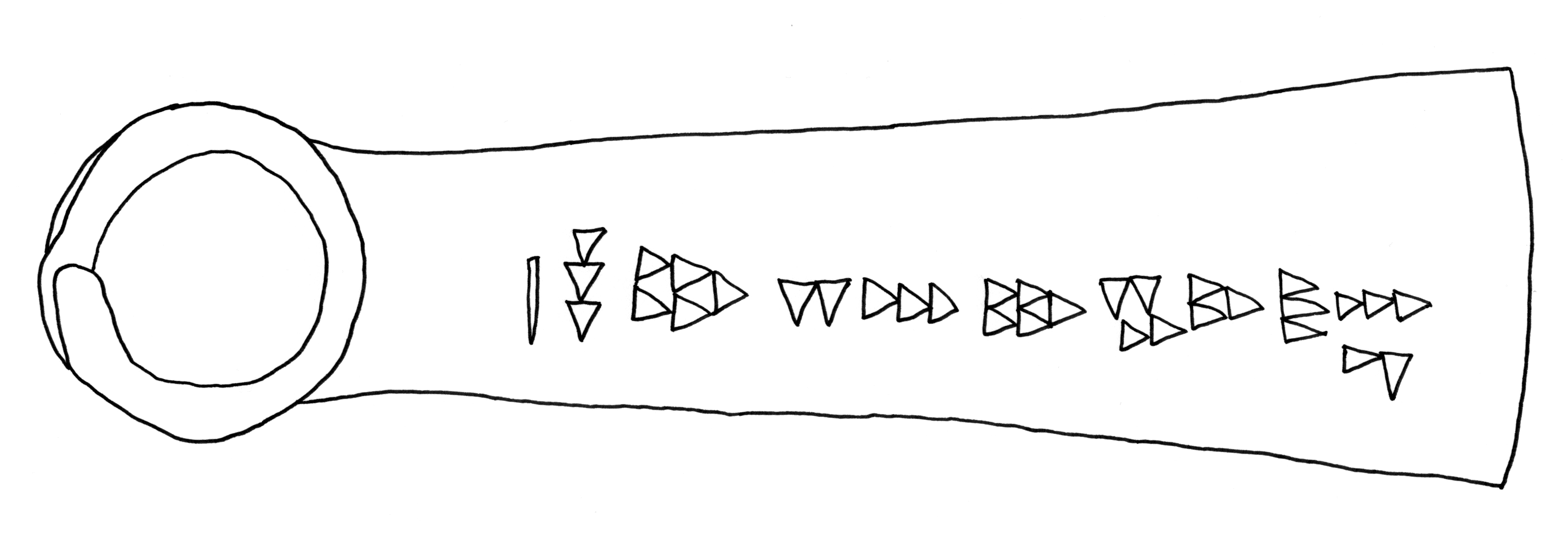
Dessin représentant une tête de hache offerte à un dieu par un grand prêtre (rb khnm) d'Ougarit.

Le principal acteur du culte est le roi, intermédiaire privilégié entre le monde humain et le monde divin. Il est censé être choisi par les dieux, et être le représentant de ceux-ci ici-bas. Il doit donc faire preuve de justice et d'équité. Le roi occupe une place particulière : c'est le seul qui soit mentionné dans les textes comme performant d'un sacrifice sanglant. Son rôle est donc primordial. À sa mort, il est divinisé, et intègre la liste des ancêtres de la dynastie faisant l'objet d'un culte funéraire (voir plus bas).
Les textes administratifs nous montrent qu'il existait également tout un clergé, évoluant dans l'entourage du roi, et travaillant dans les temples. Le prêtre de base est appelé khnm (cf. les kôhen/kôhânim de la Bible hébraïque). Il existe un grand prêtre (rb khnm). On trouve également d'autres prêtres dont la fonction précise n'est pas toujours définie (qdšm, kmrm, mqm ʾlm). Le culte nécessitait en plus la présence de porteurs d'offrandes, chanteurs, musiciens, spécialistes de la divination. Le culte ougaritain pouvait faire appel à des prêtresses (khnt, qdšt).

## Lieux de culte
Au moins cinq édifices de culte ont été identifiés sur le tell Ras Shamra. Il s'agit de temples, qui étaient considérés comme les résidences terrestres des divinités (bētu, « maison »). Deux se trouvaient sur les hauteurs de l'Acropole, au nord-est du tell, dédiés à Baal et à Dagan. Il s'agit de deux temples à l'organisation similaire, orientés nord-sud. On y entrait par le sud, dans un vestibule, qui menait ensuite au lieu saint, lequel devait comporter la statue que le dieu était censé « habiter ». Un escalier permettait ensuite d'accéder à une terrasse supérieure, servant peut-être à des cérémonies spéciales. 
Deux temples ont la forme de tours. À côté de celui dédié à Baal, on a retrouvé un autel extérieur. Un autre temple, appelé « temple aux rhytons » en raison du nombre de ces objets que l'on y a retrouvés, se trouvait dans le quartier central. Juste au nord du palais royal, un petit sanctuaire composé d'une petite chambre entourée de dépendances avait été construit. Il devait servir au culte accompli dans le palais. D'autres lieux de culte urbains étaient les tombeaux creusés sous les résidences, notamment le palais royal.

## Pratiques religieuses

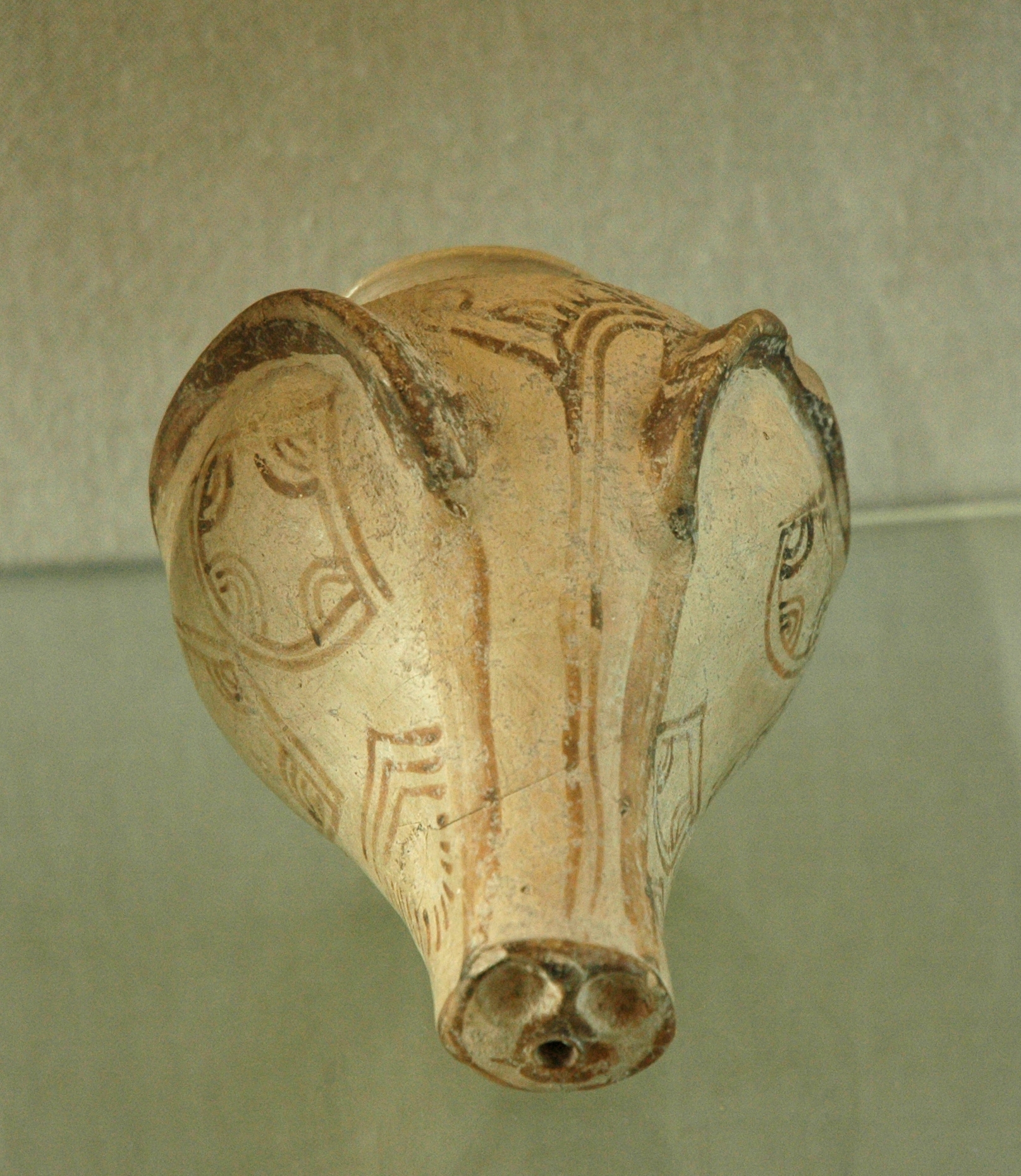
Rhyton en forme de sanglier.

Les pratiques religieuses des ougaritéens apparaissent dans divers textes : dans des listes d'offrandes faites aux dieux, et dans des textes de rituels. Certains objets retrouvés à Ougarit ont pu servir durant le culte : des statues et stèles représentant des divinités, des couteaux pour le sacrifice, divers récipients (notamment des rhytons), des supports cultuels, des autels, et des instruments de musique.
La pratique des sacrifices aux dieux était courante. Les sacrifices les plus importants, dans le cadre du culte officiel, avaient lieu dans le temple de la divinité à qui ils étaient réservés, sur un autel destiné à cet effet. Tout cela fait partie de l'entretien des dieux par les hommes, qui sont selon les vues théologiques proche-orientales destinés à servir leurs dieux, ceux-ci devant en retour assurer une bonne vie à leurs bons serviteurs. Plus de 200 dieux recevant des sacrifices sont connus par les listes d'offrandes. Le roi est le seul homme qui soit mentionné comme accomplissant un sacrifice.
Certains sacrifices avaient lieu lors d'occasions particulières, durant des fêtes religieuses. Le jour de la pleine lune semble avoir été un instant privilégié pour ce type de cérémonies, et c'est à ce moment-là du mois que se produisaient les fêtes les plus dispendieuses en sacrifices. On peut distinguer deux types de sacrifices : le sacrifice de communion (šnpt), qui voit les êtres humains présenter le sacrifice sur l'autel, allant jusqu'à partager les animaux au cours d'un banquet réservant certaines pièces à l'un et d'autres aux seconds. On offrait avant tout des animaux (moutons, chèvres, bovins, aussi des oiseaux), ainsi que des végétaux, des vêtements ou des métaux en certaines occasions. Le second type de sacrifice est l'holocauste (šrp), durant lequel ce que l'on sacrifie est brûlé en totalité. Ces rituels s'accompagnaient de musique, de chants et d'encens.
Pour établir des liens plus directs avec la sphère divine, les hommes pouvaient avoir recours à la prière, dont certains exemples nous sont connus par des textes. La divination, de son côté, consistait à chercher dans différentes choses du monde des messages envoyés par les dieux pour les décrypter. La principale forme de divination attestée à Ougarit est l'hépatoscopie, la divination par les foies d'animaux. Plusieurs modèles de foie en terre cuite inscrits ont été retrouvés lors des fouilles de la ville. Ils servaient à aider le devin dans l'accomplissement de ce type de rituel. D'autres textes montrent l'existence d'une divination portant sur l'interprétation des naissances d'humains et de bêtes vus comme anormaux. Enfin, on connaît également l'existence d'une divination interprétant les rêves (oniromancie), et d'une autre interprétant les phénomènes astraux, en particulier lunaires (astrologie). Trois textes nous font connaître des incantations : une contre le mauvais œil, une autre contre les morsures de reptiles, et enfin une contre l'impuissance sexuelle. Parmi les textes en akkadien exhumés à Ougarit se trouvent d'autres rituels : incantations, divination et un almanach de jours fastes et néfastes.
Un aspect particulier de la religion ougaritaine est la présence de sortes de confréries religieuses, les mrzḥ, composées d'environ une douzaine de membres. Elles se réunissaient pour honorer un dieu (ou bien des morts, mais cela reste débattu), apparemment autour de la consommation d'un banquet avec du vin, mais sans effectuer de sacrifice. Cela renvoie à des confréries similaires connues ultérieurement dans le monde phénicien.

## Rites funéraires

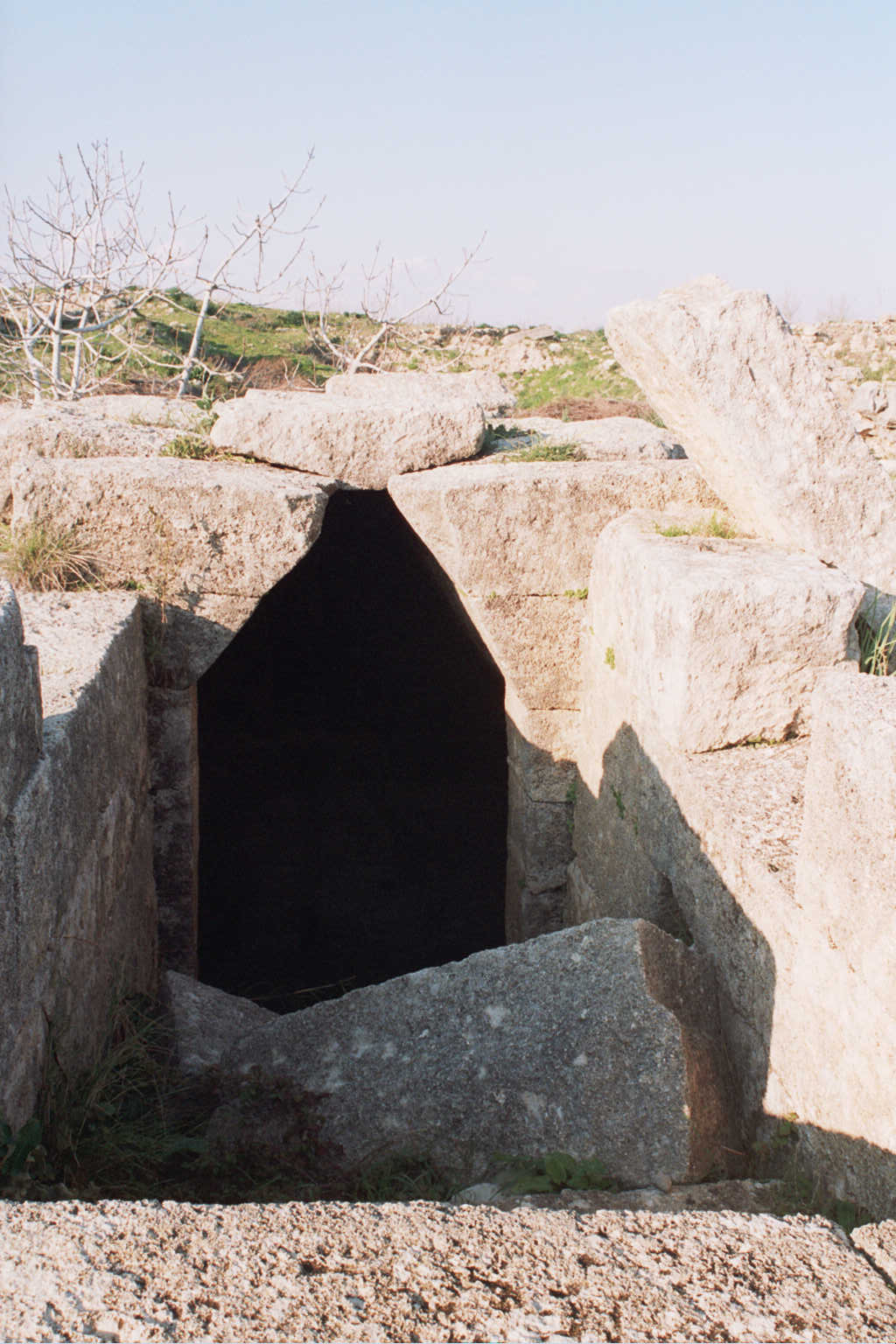
L'entrée d'une tombe souterraine à Ras Shamra.

Les habitants d'Ougarit pensaient que les morts devenaient des fantômes, résidant dans le Monde souterrain. Ce dernier est décrit dans les textes mythologiques comme se situant sous terre (on le désigne parfois comme une « fosse »), dominé par le dieu de la Mort, Mot. Celui-ci est présenté comme ayant un appétit insatiable, et ayant donc besoin de nouveaux décédés en permanence : cela explique pourquoi tout le monde finit par mourir.
Les textes appellent les morts par différents termes : simplement mt/mtm (« mort(s) »), mais aussi rpm/rpum (rapi'uma) et parfois il/ilm. Le sens de ces deux derniers termes fait débat. Le premier a un parallèle biblique, rephaim. Il semble qualifier des morts d'une qualité prestigieuse, peut-être des héros divinisés, ou bien des divinités de basse condition. Dans un texte ayant servi lors de la cérémonie funèbre du roi Niqmaddou III, ils sont invoqués pour apporter leur bénédiction au nouveau souverain, Ammourapi. Le terme il, qui normalement veut dire « dieu », peut qualifier des morts en certaines occasions, signifiant que certains décédés sont déifiés.
Des tombes étaient creusées sous les résidences. Beaucoup en avaient une, certaines deux, d'autres aucune. La raison de cette présence ou cette absence nous échappe souvent, dans la mesure où on ne connaît pas les familles habitant la plupart des maisons, ainsi que les changements de propriétés et divisions. La volonté de les conserver sous les résidences marque en tout cas le lien fort existant entre les vivants et leurs morts, les tombes étant « familiales ».
Les morts devaient être entretenus par les vivants : c'était à chaque famille de veiller à ses morts, pour éviter qu'ils sombrent dans l'oubli. Les rituels du culte des morts sont connus grâce à des textes relatifs au culte des ancêtres de la famille royale d'Ougarit, qui offrent des parallèles avec des textes et des tombes découverts ailleurs sur des sites du Proche-Orient ancien (Mésopotamie, Emar, Qatna). Il s'agit d'appeler les ancêtres dynastiques par leur nom, et de les inviter à un banquet présidé par le chef de famille. À chaque couronnement d'un nouveau roi, qui suivait normalement la mort du précédent, un rituel était accompli pour assurer que le précédent soit bien accueilli dans l'Au-delà. 
À un niveau social moins élevé, les banquets entrepris par les confréries (mrzḥ) évoquées plus haut sont peut-être liés en priorité au culte des morts, comme le kispum mésopotamien.

### Textes
- André Caquot, Maurice Sznycer et Andrée Herdner, Textes ougaritiques, t. I : Mythes et légendes, LAPO VII, Cerf, 1974.
- André Caquot, Jean-Michel de Tarragon, Jesús-Luis Cunchillos, Textes ougaritiques, t. II : Textes religieux, rituels, correspondance, Cerf, 1989.
- PARDEE D., 1988, Les textes para-mythologiques de la 24e campagne (1961), Ras Shamra-Ougarit IV, ERC, Paris, https://www.mission-ougarit.fr/parutions/serie-ras-shamra-ougarit/
- (en) Dennis Pardee, Ritual and Cult at Ugarit, Atlanta, Society of the Biblical Literature, coll. « Writings from the Ancient World » (no 10), 2002

### Études
- Geneviève Galliano et Yves Calvet (dir.), Le royaume d'Ougarit : aux origines de l'alphabet, Paris et Lyon, Somogy éd. d'art et Musée des Beaux-Arts de Lyon, 2004
- Gregorio del Olmo Lete, « Mythologie et religion de la Syrie au IIe millénaire av. J.-C. (1500-1200) », dans Gregorio del Olmo Lete (dir.), Mythologie et religion des Sémites occidentaux : II: Émar, Ougarit, Israël, Phénicie, Aram, Arabie, Louvain, Peeters, coll. « Orientalia Lovaniensia Analecta », 2008, p. 25-163
- (en) Nicholas Wyatt, « The Religion of Ugarit: An Overview », dans Wilfred G. E. Watson et Nicholas Wyatt (dir.), Handbook of Ugaritic Studies, Louvain, Boston et Cologne, Peeters, coll. « Orientalia Lovaniensia Analecta », 1999, p. 529-585
- (de) Herbert Niehr, « Ugarit. C. Religion », dans Reallexikon der Assyriologie und Vorderasiatischen Archäologie, vol. XIV, 2015, p. 288-291
- Nierh, Herbert, cycle de conférences au Collège de France : https://www.college-de-france.fr/site/thomas-romer/guestlecturer-2018-2019__2.htm